# Natasia Demetriou
Natasia Charlotte Demetriou (15 de Janeiro 1984) é uma atriz inglesa. Ela é mais conhecida por seus papéis como Nadja na série de comédia de terror da FX, pelo qual foi indicada duas vezes ao Critics' Choice Super Awards de Melhor Atriz em Série de Terror, a um Critics' Choice Movie de Melhor Atriz em Série de Comédia e um Prêmio Saturno de Melhor Atriz Coadjuvante na Televisão What We Do in the Shadows (2019–2024) e Sophie na sitcom do Channel 4, Stath Lets Flats (2018–2021).

## Biografia
Natasia Charlotte Demetriou nasceu em Londres, filha de mãe inglesa e pai grego-cipriota. Ela foi criada no norte de Londres. Seu irmão mais novo, Jamie Demetriou, é um comediante e ator com quem ela frequentemente colabora. Ela estudou atuação na Universidade de Leeds. Antes de se tornar uma comediante profissional, Demetriou trabalhou como maquiadora, notavelmente trabalhando em videoclipes para Boy Better Know.

### Carreira
O programa de estreia de Demetriou, You'll Never Have All of Me, ganhou o Skinny Debutant Award no Fringe Festival de Edimburgo de 2014. Ela foi membro de longa data do grupo de comédia de esquetes Oyster Eyes e escreveu para Anna & Katy e The Midnight Beast. Demetriou fez sua estreia na TV em 2013, em 2015, ela participou do piloto do programa de esquetes de comédia do People Time na BBC Three com Ellie White, ao lado de seu irmão Jamie Demetriou, com Claudia O'Doherty, Liam Williams, Alistair Roberts e Daran Johnson.
Em 2018, ela interpretou a irmã de seu irmão na vida real, Jamie Demetriou's Stath, na sitcom do Channel 4, Stath Lets Flats, sobre uma imobiliária familiar, que foi escrita e criada por seu irmão. Em 11 de maio de 2020, um mini-episódio especial de "bloqueio" foi lançado online devido à pandemia de COVID-19. No prêmio BAFTA de 2020,Stath Lets Flats ganhou três prêmios: Melhor Ator Masculino em uma Comédia, Melhor Roteirista de Comédia e Melhor Comédia com Roteiro.
Em 2019, Demetriou também estrelou e escreveu o aclamado programa de esquetes cômicos da BBC Three, Ellie & Natasia , um programa inspirado na ansiedade social e em ser mulher na sociedade atual, com Ellie White. Em março de 2020, foi relatado que a BBC encomendou uma série de seis episódios, mas foi adiada devido à pandemia de COVID-19.
Desde março de 2019, Demetriou estrelou como Nadja, uma vampira grega cigana na aclamada série de comédia de terror da FX What We Do in the Shadows. A série foi criada por Jemaine Clement e Taika Waititi, com base em seu filme de 2014 de mesmo nome. O mockumentary segue três vampiros (Laszlo, Nadja e Nandor) vivendo em uma casa em Staten Island e tentando lidar com a moderna cidade de Nova York, junto com um vampiro de energia (Colin) e o familiar humano de Nandor (Guillermo), o show é co-estrelado por Kayvan Novak, Matt Berry, Harvey Guillén e Mark Proksch, foi indicada duas vezes ao Critics' Choice Super Awards de Melhor Atriz em Série de Terror, a um Critics' Choice Movie de Melhor Atriz em Série de Comédia e um Prêmio Saturno de Melhor Atriz Coadjuvante na Televisão. A série foi finalizada em 2024.	
A partir de 18 de maio de 2020, Demetriou e Vic Reeves co-apresentaram o reality show de competição improvisado da Netflix, The Big Flower Fight. A série de oito partes vê 10 pares de concorrentes em uma competição eliminatória com enormes instalações de flores, com o vencedor projetando uma instalação a ser exibida no Royal Botanic Gardens, em Londres, Kew.
Em 2021, Demetriou foi regular na segunda temporada de This Time com Alan Partridge, interpretando uma maquiadora sedutora chamada Tiff.

## Filmografia

### Filmez
| Ano  | Titulo                                          | Papel         | Notas | Ref.                |
| ---- | ----------------------------------------------- | ------------- | ----- | ------------------- |
| 2014 | Swag                                            | secretaria    |       | [carece de fontes?] |
| 2014 | Intervention                                    | Nicole        |       | [carece de fontes?] |
| 2018 | The Festival                                    | Bride         |       | [ 18 ]              |
| 2018 | Man of the Hour                                 | Christina     |       | [carece de fontes?] |
| 2020 | Eurovision Song Contest: The Story of Fire Saga | Nina          |       | [ 19 ]              |
| 2023 | The Magician's Elephant                         | Narradora     |       |                     |
| 2023 | Teenage Mutant Ninja Turtles: Mutant Mayhem     | Wingnut (voz) |       |                     |
| 2024 | Orion and the Dark                              | Sleep (voz)   |       |                     |

### Televisão
| Ano       | Titulo                                    | Papel                  | Notas                         | Ref.                |
| --------- | ----------------------------------------- | ---------------------- | ----------------------------- | ------------------- |
| 2012      | Dr. Brown                                 | vários personagens     | 8 episódios                   | [ 18 ]              |
| 2014      | Live at the Electric                      | Linda                  | 3 episódios                   | [ 20 ]              |
| 2014      | Badults                                   | Clock / Eskimo         | Episódio: "Holiday"           | [ 18 ]              |
| 2014–2015 | BBC Comedy Feeds                          | vários personagens     | 2 episódios                   | [ 21 ] [ 18 ]       |
| 2015      | Funeral                                   | Mourner                | 2 episódios                   | [carece de fontes?] |
| 2015      | Top Coppers                               | Gail                   | 2 episódios                   | [ 22 ]              |
| 2015      | Lolly Adefope's Christmas                 | Mara                   | 3 episódios                   | [carece de fontes?] |
| 2016      | @elevenish                                | vários personagens     | 11 episódios                  | [ 23 ] [ 18 ]       |
| 2016      | Harry Hill's Tea Time                     | Greek Orthodox Priest  | Episódio: "Paul Hollywood"    | [carece de fontes?] |
| 2016      | Morgana Robinson's The Agency             | Receptionist           | 2 episódios                   | [carece de fontes?] |
| 2016      | Halloween Comedy Shorts                   | Lucy                   | Episódio: "Oh God"            | [carece de fontes?] |
| 2016      | Year Friends                              | Tash                   | 12 episódios                  | [carece de fontes?] |
| 2016–2019 | 8 Out of 10 Cats Does Countdown           | ela mesma              | 2 episódios                   | [ 6 ] [ 24 ]        |
| 2017      | Liam Williams' Valentine                  | Nancy                  | 2 episódios                   | [carece de fontes?] |
| 2017      | Comedy Playhouse                          | Jen                    | Episódio: "Static"            | [ 25 ]              |
| 2017–2018 | Sick Note                                 | Officer Chadwick       | 2 episódios                   | [carece de fontes?] |
| 2018      | Pls Like                                  | Tingle Maid            | 3 episódios                   | [ 26 ]              |
| 2018      | Comedy Blaps                              | Brenda                 | Episódio: "Furious Andrew"    | [carece de fontes?] |
| 2018      | Dara O Briain's Go 8 Bit                  | ela mesma              | Episódio: "#3.8"              | [ 27 ]              |
| 2018–2021 | Stath Lets Flats                          | Sophie                 | 18 episódios                  | [ 18 ] [ 28 ]       |
| 2019      | The Road to Brexit                        | Jemima Codex-Forrester | 4 episódios                   | [ 29 ]              |
| 2019      | Urban Myths                               | Agnieszka              | Episódio: "Andy & The Donald" | [ 30 ]              |
| 2019      | CelebAbility                              | Ela mesma              | Episódio: "#3.3"              | [ 31 ]              |
| 2019–2020 | 8 Out of 10 Cats                          | Ela mesma              | 2 episódios                   | [ 32 ]              |
| 2019–2024 | What We Do in the Shadows                 | Nadja / Nadja Doll     | Papel Pricipal; 50 episódios  | [ 33 ]              |
| 2020      | The Big Flower Fight                      | ela mesma              | 8 episódios                   | [ 34 ]              |
| 2021      | This Time with Alan Partridge             | Tiff                   | 5 episódios                   | [ 35 ]              |
| 2022      | Toast of Tinseltown                       | Carmen                 | Episódio: “Doctor Grainger”   | [ 36 ]              |
| 2022      | Ellie & Natasia                           | vários personagens     | 6 episódios                   | [ 37 ]              |
| 2022      | The Cuphead Show!                         | Cala Maria (voz)       | 2 episódios                   | [ 38 ] [ 39 ]       |
| 2024      | Kite Man: Hell Yeah!                      | Malice Vundabar (voz)  | 4 episódios                   | [ 40 ]              |
| 2024      | Rob Beckett's Smart TV                    | Ela mesma              | 4 episódios                   | [ 41 ]              |
| 2024      | Tales of the Teenage Mutant Ninja Turtles | Wingnut (voz)          | 1 episódio                    | [ 42 ]              |